# Marisa Laurito
Marisa Laurito, née à Naples le 19 avril 1951, est une actrice, présentatrice de télévision et chanteuse italienne.

## Biographie
Née à Naples, Marisa Laurito débute jeune au théâtre dans la compagnie d' Eduardo De Filippo,. Elle devient populaire à la télévision grâce à l'émission de variétés Quelli della notte de Renzo Arbore qui lui ouvre des opportunités à la RAI avec Fantastico et Domenica in. En 1989, elle participe au festival de Sanremo avec la chanson Il babbà é una cosa seria se classant au douzième rang. Elle est également l'auteur de plusieurs livres de cuisine.

## Filmographie partielle
- 1976 : Perdutamente tuo... mi firmo Macaluso Carmelo fu Giuseppe de Vittorio Sindoni
- 1976 : L'Italia s'è rotta de Steno
- 1978 : Le Pot de vin (La mazzetta) de Sergio Corbucci
- 1978 : Gegè Bellavita de Pasquale Festa Campanile
- 1978 : Pair et Impair (Pari e dispari) de Sergio Corbucci : Sœure Susanna
- 1979 : I guappi non si toccano de Mario Bianchi : Maria Montano
- 1980 : Café express de Nanni Loy
- 1980 : La pagella de Ninì Grassia
- 1984 : A tu per tu de Sergio Corbucci
- 1985 : Il mistero di Bellavista de Luciano De Crescenzo
- 1985 : Enquêtes à l'italienne (Investigatori d'Italia, série télé de Paolo Poeti
- 1986 : Il tenente dei carabinieri de Maurizio Ponzi
- 1991 : Terra Nova de Calogero Salvo
- 2021 : I fratelli De Filippo de Sergio Rubini